# Траверс, Джордж
Джеймс Э́двард Тра́верс (англ. James Edward Travers; 4 ноября 1888 — 31 августа 1946), более известный как Джордж Тра́верс (англ. George Travers) — английский футболист, выступавший на позициях инсайда и центрфорварда. Провёл 164 матча  за разные клубы в рамках Футбольной лиги.

## Биография
Уроженец Ньютауна, Бирмингем, Траверс начал играть в футбол в местных клубах «Билтон Юнайтед» и «Роули Юнайтед». В 1906 году перешёл в «Вулверхэмптон Уондерерс». Официальных матчей за «волков» не провёл, и год спустя перешёл в клуб «Бирмингем». Выступал за «Бирмингем» на протяжении 18 месяцев, но в основном составе сыграл только 2 матча. В ноябре 1908 года перешёл в соседний бирмингемский клуб «Астон Вилла» в обмен на Джека Уилкокса. Дебютировал за клуб в декабре 1908 года, сделав хет-трик в том матче. Всего сыграл за «Виллу» 4 матча и забил 4 гола в чемпионате, в мае 1909 года был продан в лондонский клуб «Куинз Парк Рейнджерс».
В «Куинз Парк Рейнджерс» провёл 34 матча и забил 7 голов в Южной лиге. Затем перешёл в клуб «Лестер Фосс», за который провёл 12 матчей и забил 5 мячей в сезоне 1910/11. В январе 1911 года стал игроком клуба Второго дивизиона «Барнсли». Траверс
В сезоне 1911/12 Траверс помог «Барнсли» выйти в финал Кубка Англии, в котором его команда сыграла против «Вест Бромвич Альбион». Матч на стадионе «Кристал Пэлас» завершился вничью 0:0. В переигровке, которая прошла на стадионе «Брэмолл Лейн», победу одержал «Барнсли» благодаря единственному голу, забитому в дополнительное время. В отчёте газеты Manchester Guardian' репортёр похвалил Траверса за его «удары по воротам».
В феврале 1914 года Траверс перешёл в «Манчестер Юнайтед». Дебютировал за клуб 7 февраля 1914 года в матче против «Тоттенхэм Хотспур» на «Уайт Харт Лейн». 5 марта того же года забил свой первый гол за «Юнайтед» в матче против «Престон Норт Энд» на «Дипдейл». Всего в сезоне 1913/14 провёл за команду 13 матчей и забил 4 мяча. В следующем сезоне сыграл 8 матчей, но после начала войны вступил в ряды Британской армии и покинул расположение клуба. В общей сложности провёл за «Манчестер Юнайтед» 21 матч и забил 4 мяча. Во время войны выступал за «Тоттенхэм Хотспур» в качестве гостя в военных турнирах.
Военную службу рядовой Траверс (номер M2/120111) проходил в службе тылового обеспечения (англ. Royal Army Service Corps) — сначала в Престоне, затем в Лондоне. В феврале 1917 года отплыл во Францию — сначала в Гавр, затем в Марсель. 10 марта 1917 года на борту корабля SS Megantic отплыл из Марселя в Салоники, через семь дней достиг места назначения, где присоединился к 4-му складскому депо службы тылового обеспечения в Каламарье. Оставшееся время до конца войны служил в Салониках. 29 марта 1919 года отбыл из Греции, после чего включён в состав резервистов и демобилизован.
После войны был отпущен из «Манчестер Юнайтед» и стал игроком клуба «Суиндон Таун» в 1919 году. Провёл за клуб 34 матча и забил 14 мячей в сезоне 1919/20 в Южной лиге, став лучшим бомбардиром клуба в том сезоне. В июне 1920 года стал игроком лондонского клуба «Миллуолл», выступавшего в Третьем северном дивизионе Футбольной лиги, но провёл за команду только 2 матча. По ходу сезона перешёл в «Норвич Сити», сыграв за «канареек» 29 матчей и забив 14 мячей в сезоне 1920/21. В сезоне 1921/22 выступал за «Джиллингем» (10 матчей и 1 гол). Затем играл за клубы низших лиг «Нанитон Таун», «Крэдли Сент-Люкс» и «Билстон Юнайтед». В мае 1931 года повесил бутсы на гвоздь в возрасте 42 лет.
Умер в Сметике, графство Стаффордшир, 31 августа 1946 года в возрасте 57 лет.